# Tatra K2R.03-P
Tatra K2R.03-P je dvoučlánková kloubová tramvaj, která vznikla modernizací československých tramvají Tatra K2. Vozy typu K2R.03-P provozoval v počtu tří kusů Dopravní podnik města Brna, modernizace, které navazovaly na typ K2R.03, probíhaly mezi lety 2000 a 2002.

## Historické pozadí
Dopravní podnik města Brna od roku 1997 provozoval modernizované tramvaje Tatra K2R a K2R.03. Protože ale výrobce elektrické výzbroje pro tyto typy, firma ČKD Trakce, zkrachoval, bylo nutné najít náhradu. Jako perspektivní se ukázala výzbroj TV Progress od společnosti Alstom (později Cegelec), proto byly další tři vozy modernizovány ve stylu typu K2R.03 s touto výzbrojí, přičemž označení se změnilo na K2R.03-P.

## Modernizace
Tramvaje typu K2R.03-P byly modernizovány do podoby K2R.03 s několika odlišnostmi. Rekonstrukce tedy zahrnovala kompletní opravu skeletu, ošetření proti korozi, instalaci předního a zadní čela s novým designem navrženým architektem Patrikem Kotasem, v interiéru novou protiskluzovou podlahovou krytinu, ponechání původních laminátových sedaček, které ale byly částečně vypolstrovány, bylo upraveno obložení, topení, osvětlení. Inovována byla kabina řidiče, nově je tramvaj ovládána ručním řadičem místo pedály, byl instalován elektronický systém pro cestující a polopantograf, motorgenerátor byl nahrazen statickým měničem.
Největší odlišností oproti typu K2R.03 bylo použití elektrické výzbroje typu TV Progress na bázi IGBT tranzistorů oproti původně osazované tyristorové výzbroji TV8. Další změny už byly pouze spíše kosmetické: odlišný typ polopantografu, mírně odlišné uspořádání sedadel v oblasti kloubu, podsedákové topnice místo topení v bočnicích či nové čtyřkřídlé skládací dveře.

## Provoz tramvají Tatra K2R.03-P
| Provoz | Článek | Typ      | Roky modernizací | Počet vozů | Poznámky |
| ------ | ------ | -------- | ---------------- | ---------- | -------- |
| Brno   | článek | K2R.03-P | 2000–2002        | 3 kusy     |          |

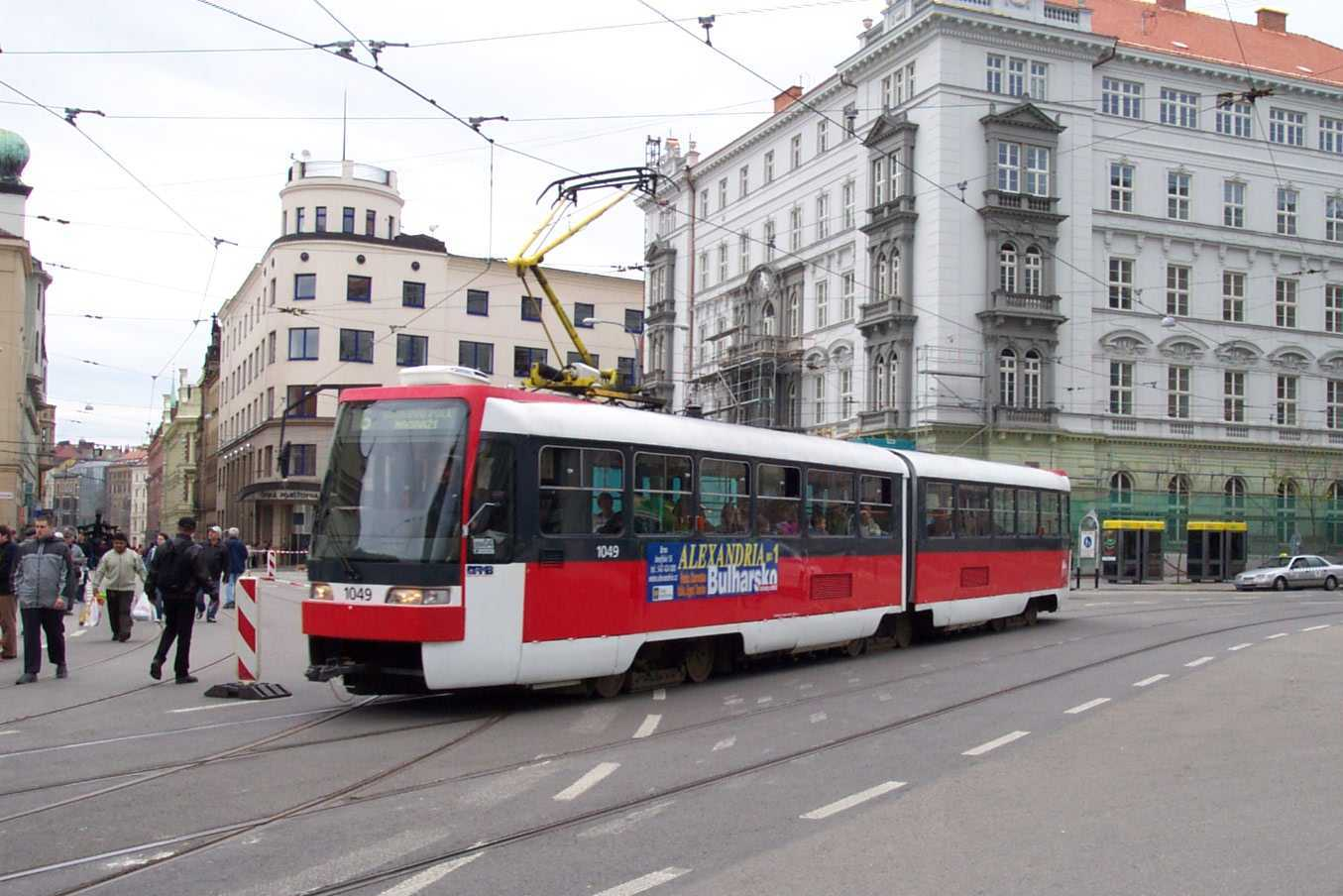
Brněnská tramvaj K2R.03-P v původním nátěru

Modernizace na typ K2R.03 byly ukončeny v roce 1999. Další brněnská „ká dvojka“ s designem od Patrika Kotase vznikla počátkem roku 2000, kdy byla ve firmě Pars nova v Šumperku dokončena tramvaj K2R.03-P evidenčního čísla 1040, která byla pravidelného provozu opětovně zařazena v březnu 2000. Tento vůz zůstal na delší dobu jediným zástupcem svého typu a v roce 2001 byl vystaven na Mezinárodním strojírenském veletrhu v Brně. Zbylé dvě tramvaje K2R.03-P (ev. č. 1030 a 1049) byly modernizovány v roce 2002 opět v šumperském Parsu. Po více než 20letém provozu tohoto typu byl první vůz č. 1040 po vykolejení ve vozovně Pisárky odstaven v lednu 2021 a sešrotován v březnu 2022. V listopadu 2022 byl odstaven vůz č. 1030, sešrotovaný v únoru 2023. Poslední vůz č. 1049 zůstal v provozu do dubna 2023 a sešrotován byl v lednu 2024.